# Colonia el Salado
Colonia el Salado är en ort i Mexiko, tillhörande kommunen Atenco i delstaten Mexiko. Colonia el Salado ligger i den centrala delen av landet och tillhör Mexico Citys storstadsområde. Orten hade 3 567 invånare vid folkräkningen 2010.